# Guerres médiques
Vous lisez un « article de qualité » labellisé en 2010.
Sauf précision contraire, les dates de cet article sont sous-entendues « avant l'ère commune », c'est-à-dire « avant Jésus-Christ ».
Guerres médiques
Batailles
- Ladé
- Marathon
- Thermopyles
- Artémision
- Salamine
- Platées
- Mycale
- Eurymédon

Les guerres médiques opposent les Grecs aux Perses de l'Empire achéménide au début du Ve siècle av. J.-C. Elles sont déclenchées par la révolte des cités grecques asiatiques contre la domination perse, l'intervention d'Athènes en leur faveur entraînant des représailles. Les deux expéditions militaires des souverains achéménides Darius Ier et Xerxès Ier constituent les principaux épisodes militaires de ce conflit ; elles se concluent par la victoire spectaculaire des cités grecques européennes conduites par Athènes et Sparte.
Elles marquent traditionnellement le passage de l'époque archaïque à l'époque classique. Même si leur portée est limitée — pour l'empire achéménide, ce conflit semble initialement assez périphérique —, les guerres médiques apparaissent comme le point de départ de l'hégémonie athénienne en mer Égée, mais aussi comme la prise de conscience d'une certaine communauté d'intérêts du monde grec face à la Perse, idée que reprend, près de deux siècles plus tard, Alexandre le Grand.

## Sources et historiographie

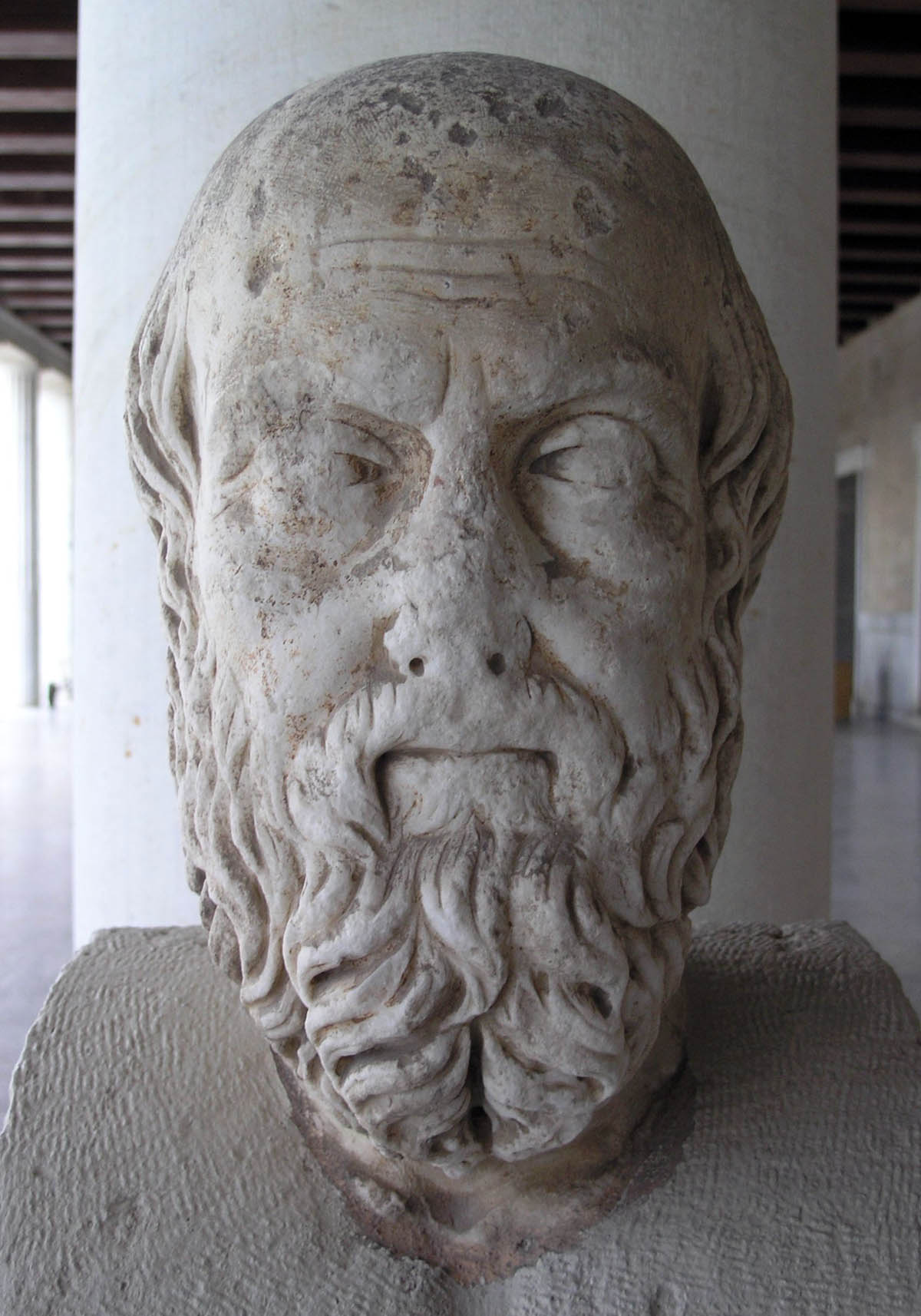
Hérodote, principale source antique sur le conflit.

L'historien qui étudie les guerres médiques se trouve face à une difficulté majeure : il ne dispose que de sources écrites grecques et le seul récit exhaustif est celui d'Hérodote et son Enquête. Pour saisir les enjeux et la nature réels des affrontements, l'historien doit soumettre ce récit à une analyse critique et prudente.
Hérodote est un Grec né vers 480 pendant la seconde guerre médique à Halicarnasse, cité située en Asie mineure, à la croisée des mondes ionien et perse. Cette origine, ainsi que ses nombreux voyages dans l'Empire achéménide et en Méditerranée, explique sa bonne connaissance des deux belligérants. Son œuvre, connue sous le nom d'Histoires ou Enquête, est capitale pour la connaissance du conflit. Considéré comme le père de l'Histoire, Hérodote ne se contente pas d'énumérer les événements, il tente d'expliquer les raisons profondes de la guerre et de donner aussi bien le point de vue des Grecs que celui des Perses. Ce véritable souci d'objectivité lui valut des critiques de certains auteurs anciens, comme Plutarque, qui l'ont accusé de préférer les « barbares » à son propre peuple.
Les historiens ont repris à leur compte le récit d'Hérodote jusque dans les années 1950. Par la suite, l'école des Annales, le multiculturalisme et surtout les progrès des études achéménides ont permis de critiquer, relativiser et parfois même de totalement remettre en cause Hérodote. Cependant, les recherches archéologiques, anthropologiques et ethnographiques des années 1990 et 2000 ont démontré l'exactitude d'Hérodote, et sa grande objectivité.
L'Athénien Thucydide est l'autre grand historien du Ve siècle av. J.-C. ; son Histoire de la guerre du Péloponnèse traite partiellement de la suite et des conséquences des guerres médiques. Xénophon, également athénien, est de la génération suivante, mais il connaît bien les Perses car il les a servis comme mercenaire lors de l'expédition des Dix-Mille en 401 (relatée dans l'Anabase). D'autres détails sont rapportés par Platon au livre III des Lois et par des chroniqueurs plus tardifs comme Éphore, Diodore de Sicile, Plutarque et Pausanias. La Bibliothèque de Photius et la Souda, compilations byzantines du IXe siècle, offrent des aperçus de textes antiques aujourd'hui disparus.
Le théâtre grec comprend certaines « pièces d'actualité » commentant les événements à chaud, et donc particulièrement instructives pour l'étude des mentalités de l'époque. La Chute de Milet de Phrynichos, jouée en 493, émeut les Athéniens jusqu'aux larmes et exacerbe les passions en faveur de la guerre. Eschyle a combattu à Marathon et Salamine ; sa pièce Les Perses, écrite en 472 et célébrant la victoire athénienne, est jouée dans tout le monde grec, de la Sicile à l'Asie mineure.
Les Achéménides n'ont pas laissé de chroniques ou de témoignages écrits de leur propre histoire ; leur mémoire se transmettait par voie orale et s'est donc essentiellement perdue. Certains de ces récits ont cependant été recueillis par Hérodote et Ctésias, médecin grec à la cour d'Artaxerxès II. Les textes perses à la disposition des historiens contemporains sont d'ordre administratif ou religieux ; ils n'offrent guère d'informations sur les guerres médiques, mais permettent parfois de recouper ou démentir les renseignements fournis par les Grecs, comme certaines tablettes de Persépolis relevant les voyages des fonctionnaires. L'épigraphie apporte de nombreux renseignements grâce aux inscriptions et à l'iconographie des monuments perses, par exemple en fournissant la liste des pays et des peuples vaincus : les Grecs, qu'ils soient d'Asie mineure ou d'Europe, sont considérés comme des sujets par les grands rois des guerres médiques, Darius, Xerxès et Artaxerxès.
Ces guerres sont dites « médiques » car les Grecs confondaient les Perses et les Mèdes, deux peuples unifiés par Cyrus le Grand au VIe siècle av. J.-C..

## Aux origines du conflit: la révolte de l’Ionie

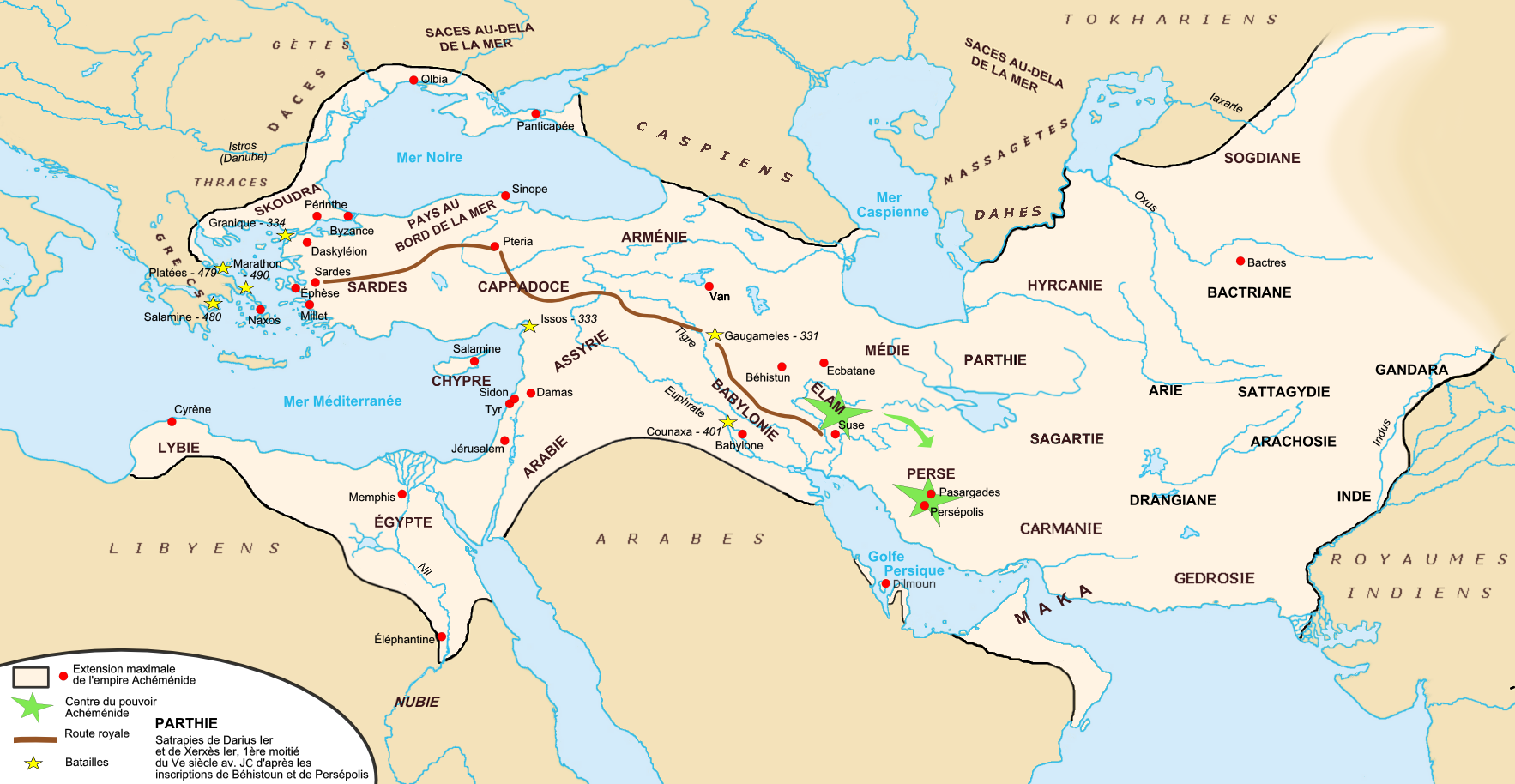
L’Empire perse en 490 av. J.-C.

Au VIe siècle av. J.-C., le roi perse Cyrus II, de la dynastie des Achéménides, transforme son petit royaume vassal des Mèdes en un immense empire, s'étendant de l'Inde à la Méditerranée, par une suite de guerres de conquête. En 547, il annexe la Lydie de Crésus, qui dominait l'Asie mineure, puis assujettit les cités côtières grecques de l'Ionie et des Dardanelles.
Les guerres médiques sont initialement la conséquence de l'impérialisme perse, du fonctionnement économique et commercial grec et, dans une moindre mesure, des luttes politiques internes des cités,,,.
La révolte de l'Ionie représente un épisode décisif vers la confrontation. Elle a pour origine la volonté de Darius Ier d'étendre son empire vers la Propontide (mer de Marmara) et le Pont-Euxin (mer Noire), entre autres pour contrôler les sources d'approvisionnement en blé, en or et en bois de construction navale. Pour cela, il doit s'attaquer aux Scythes, maîtres d'un puissant empire en Russie méridionale et dont les relations commerciales avec les Grecs sont fructueuses et actives.
Sur le chemin de la conquête, avec l'aide de contingents grecs ioniens, Darius s'assure la maîtrise de la Thrace, tandis que le roi Amyntas Ier de Macédoine reconnaît sa suzeraineté (513). Les ports de Byzance et de Chalcédoine sont soumis : la Perse contrôle grâce à eux le trafic maritime entre la Méditerranée et la mer Noire. L'objectif final de l'expédition contre les Scythes est un échec, ceux-ci appliquant la technique de la terre brûlée. Détail important, l'armée perse échappe au désastre et à l'encerclement grâce à la loyauté du contingent grec qui garde le pont sur le Danube (Ister).

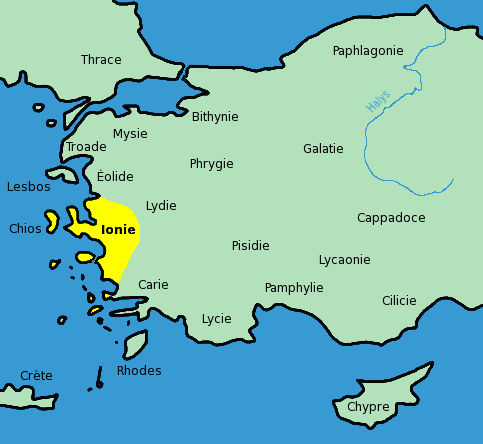
Position de l'Ionie en Asie mineure.

En 508, c'est l'île de Samothrace qui tombe sous le joug perse. Même Athènes sollicite vers 508 leur alliance. De la campagne contre les Scythes, Darius tire la conclusion qu'il peut compter sur la fidélité des Grecs ioniens. En revanche, ceux-ci estiment qu'ils pourraient se révolter sans risque excessif, car l'expédition a prouvé que l'empire achéménide n'est pas invulnérable.

### Les motifs de la révolte
Les causes profondes de la révolte sont d'ordre économique, social, politique et culturel.
L'Ionie est constituée de douze cités grecques fondées depuis au moins le VIIIe siècle avant l'ère chrétienne : Milet, Éphèse, Phocée, Clazomènes, Colophon, Priène, Téos, Chios, Samos, Érythrées, Myonte et Lébédos. Il faut y ajouter les cités de l'Éolide, région située au nord-ouest de l'Ionie, dont celle de Smyrne. Autonomes, elles sont toutes soumises au pouvoir perse. Milet dispose d'un statut à part : son traité d'amitié conclu avec Cyrus avant la conquête de la région lui assure une relative indépendance. C'est pourtant Milet qui se trouve à l'origine du soulèvement de 499.
Ces cités sont unies au sein de la Ligue ionienne, une alliance forgée au VIIe siècle av. J.-C. qui ne joue plus de rôle militaire depuis la conquête de Cyrus mais qui conserve un rôle religieux, culturel et politique à travers une amphictyonie chargée du culte de Poséidon Helikonios au sanctuaire du Panionium, au cap Mycale. Cette institution facilite les échanges nécessaires à une révolte commune.
Théoriquement, la domination perse n'est pas écrasante. Chaque cité conserve ses institutions, à la condition de payer un tribut et éventuellement d'entretenir des garnisons perses. Darius Ier et ses successeurs respectent les coutumes des différents peuples de leur empire et se chargent parfois de rappeler à l'ordre les fonctionnaires zélés.
Cela change avec la réforme de la taxation sous Darius qui fixe un montant précis d'or et d'argent à payer pour chaque satrapie. Le tribut annuel exigé s'élève pour l'ensemble de l'Ionie à 400 talents ou 2 400 000 drachmes. Ces taxes sont en outre injustement réparties au sein de chaque cité : les familles liées aux tyrans (officiellement amis du Grand Roi) au pouvoir sont exemptées, et la pression fiscale sur les pauvres favorise les tenants de la démocratie et d'une révolution politique et sociale.
Depuis 512, la mer Noire est un « lac perse », la Thrace est devenue une satrapie. Or, Milet s'y fournit en blé et en toutes sortes de matières premières. La colonisation perse ferme l'accès des mers septentrionales au moment où Sybaris, l'entrepôt occidental de Milet, tombe sous les coups de Crotone (510). De plus, les Perses favorisent systématiquement les rivaux phéniciens de Tyr et Sidon. Enfin, la prise de Byzance ferme les détroits et le commerce vers le Pont-Euxin. Ainsi, la politique extérieure de Darius appauvrit les marchands ioniens, très influents au sein des cités.
Les Perses demeurent, aux yeux de nombreux Grecs ioniens, des barbares rétifs aux « charmes » de la civilisation qui conservent leur langue, leur religion et leurs coutumes. De nombreux « intellectuels » ont préféré l'exil à la domination étrangère. Il existe une volonté d'émancipation des cités ioniennes qui les pousse d'une part à rejeter les tyrans imposés par les Perses, ainsi que de nombreux colons, et d'autre part à se libérer du joug achéménide. Lorsque la révolte éclate, elle a comme première conséquence, dans de nombreuses cités, l'éviction des tyrans et la proclamation de l'isonomie. Il est exagéré de parler de révolte à la suite de l'éveil d'une « conscience nationale » contre l'occupant ; il est préférable de parler d'une crise sociale et politique.

### La stratégie d'Aristagoras, déclencheur de la révolte

Événements de la révolte de l'Ionie.

La situation se prête à une rébellion, et Aristagoras, le tyran de Milet, va en tirer parti.
L'île de Naxos, au cœur de la mer Égée, est considérée comme « la plus riche ». En 500, son peuple chasse les aristocrates qui la dirigent. Ces derniers se réfugient à Milet où ils demandent l'aide d'Aristagoras pour reprendre le pouvoir. Celui-ci sollicite l'autorisation et l'aide d'Artapherne, frère du Grand Roi Darius Ier et satrape de Lydie, l'une des provinces de l'empire. Artapherne accepte, mais au cours de l'expédition, Perses et Milésiens se querellent : leurs divisions les forcent à se replier après quatre mois de siège.
Les Perses tiennent Aristagoras comme responsable de cet échec et exigent qu'il assume les frais de cette guerre stérile. Aristagoras commence à craindre d'être destitué ou même assassiné : il n'a pas d'autre choix que de se révolter. La guerre est déclarée et les Milésiens s'emparent par surprise de la flotte perse qui a participé à l'expédition. Aristagoras renonce à la tyrannie (en paroles seulement d'après Hérodote), proclame l'isonomie et l'égalité des cités ioniennes qui se débarrassent de leurs tyrans.
Malgré cette union, Aristagoras sait qu'il est en infériorité militaire face à Artapherne. En 499, il s'embarque donc pour Sparte, qui possède l'armée la plus puissante, afin de solliciter son aide. Le moment est peu propice, car Sparte est divisée par la rivalité de ses deux rois Cléomène Ier et Démarate. Malgré des promesses de butin, l'appel à la « fraternité » entre Grecs et aux dieux communs, les Spartiates refusent de s'engager.
Aristagoras se tourne alors vers Athènes. L'écoute est meilleure, car la ville s'inquiète des intrigues d'Hippias, tyran chassé d'Athènes en 510, réfugié à Sardes, siège de la satrapie de Lydie, où il compte sur l'appui perse pour rétablir sa tyrannie. Athènes envoie vingt trières, suivie par Érétrie avec cinq autres, par reconnaissance pour Milet qui jadis l'avait aidée contre ses ennemis. Aucune autre cité ne répond à l'appel.

### Six ans de guerre

#### L'intervention d'Érétrie et d'Athènes
Il fallut plus de six ans à Artapherne pour mater le soulèvement. En effet, les premiers combats furent favorables aux Ioniens. Début 498, la flotte grecque mit en fuite la flotte phénicienne lors d'un premier combat sur les côtes de Pamphylie. Sur terre, les Perses se préparaient à assiéger la ville de Milet quand Charopinos, le frère d'Aristagoras, avec l'aide des contingents athéniens et érétriens, organisa une diversion et ravagea Sardes, sans arriver à prendre son acropole défendue par Artapherne lui-même. L'armée perse qui assiégeait Milet revint vers Sardes à marche forcée, obligeant les Grecs à se replier. Artapherne, après avoir fait sa jonction avec ces renforts, les intercepta sur les hauteurs d'Éphèse et remporta une victoire complète.
À la fin de l'été 498, le corps expéditionnaire – ou du moins ce qu'il en restait – plia bagage pour rentrer sur Athènes ou Érétrie. Cette défection n'empêcha pas la révolte de gagner de l'ampleur.

#### Généralisation et écrasement du soulèvement
À l'automne 498, la révolte gagne Chypre, la Propontide, l'Hellespont jusqu’à Byzance, puis toute la Carie, satrapie située au sud de l'Ionie. Au début 497, la situation est critique pour les Perses, qui lèvent alors simultanément trois armées et une nouvelle flotte. La révolte est écrasée à Chypre, puis dans les cités de l'Hellespont. Lentement mais systématiquement, les corps de troupes perses reconquièrent une à une les cités rebelles. Aristagoras tente de porter le combat en Thrace, mais il y trouve la mort dans des circonstances obscures.
Quant aux Cariens, ils sont vaincus sur la rivière Marsyas à l'automne 497, puis à Labranda lors de l'été 496, malgré l'aide des Milésiens. Les Cariens se ressaisissent et infligent une grave défaite aux Perses à l'automne suivant à Pédassos. Après de longues négociations, ils déposent les armes définitivement en 494. Milet se retrouve alors seule.
Contrairement aux Perses, les insurgés eurent du mal à financer flottes et mercenaires. Les défections dans leurs rangs furent nombreuses.

#### La prise de Milet
Au début de l'année 494, les Perses massèrent leurs troupes contre Milet. La ville fut assaillie à la fois par terre et par mer. Une bataille navale opposant environ 350 navires grecs à 600 navires phéniciens, égyptiens et chypriotes se déroula au large de l'îlot de Ladé durant l'été 494. La flotte grecque fut anéantie. Milet fut prise et rasée peu après (la poliorcétique perse l'emportant généralement sur celle des Grecs), et sa population déportée sur les berges du Tigre.
Au cours de l'année 493, les Perses soumirent les dernières villes et îles rebelles (Chios, Lesbos et Ténédos) tandis que leur flotte longea victorieusement les côtes de l'Hellespont et de la Chalcédoine.

### Les conséquences de la défaite ionienne
Cette défaite entraîna en Grèce continentale, en particulier à Athènes, une profonde réaction de tristesse. Toutefois, en 493, le poète Phrynichos, auteur d'une tragédie intitulée La prise de Milet dont il est déjà sujet plus haut dans cet article, fut condamné à une amende de 1 000 drachmes pour avoir rappelé des évènements malheureux et fit fondre en larmes le public. Cette condamnation curieuse pourrait venir d'hommes soucieux de se ménager l'alliance des Perses dans les luttes de pouvoir des grandes familles athéniennes.
Cette révolte attira l'attention de Darius vers l'Occident et peut-être suscita en lui des idées expansionnistes, ou du moins le désir d'établir en Grèce même des régimes qui lui fussent favorables. Le rôle joué par Athènes et Érétrie lui montra la nécessité d'imposer son autorité sur les deux rives de la mer Égée. Cependant, si l'on excepte le sort de Milet, Darius usa d'une modération relative : il imposa un fort tribut aux cités mutines mais leur laissa l'autonomie.

Le monde grec et ses cités v. 490 av. J.-C.

## Première guerre médique

### La campagne avortée de 492
Pour punir Athènes et Érétrie de leur aide aux insurgés ioniens et assurer leur domination sur l'Égée, les Perses préparèrent une expédition contre la Grèce continentale. Darius chargea son gendre Mardonios de reprendre en main la Macédoine et la Thrace, théoriquement soumises, mais dont les garnisons perses eurent été évacuées lors de la révolte de l'Ionie. Au printemps 492, Mardonios rassembla sa flotte et son armée en Cilicie, puis franchit l'Hellespont et traversa la Thrace et la Macédoine. La flotte fit voile vers Thasos, la soumit au passage, et suivit la côte européenne jusque vers Acanthos.
Assaillie par une violente tempête au moment de doubler le cap du mont Athos, la flotte perdit la moitié de ses navires. Mardonios dut donner l'ordre de la retraite, ce qui lui valut d'être temporairement relevé de son commandement.

### L’expédition perse de 490
Toute l'année 491 fut consacrée aux préparatifs militaires et diplomatiques de cette offensive. De nombreuses cités grecques reçurent des ambassadeurs demandant « la terre et l'eau », c'est-à-dire leur soumission. Certaines s'exécutèrent, mais Athènes comme Sparte refusèrent et mirent à mort les ambassadeurs perses, sans toutefois prendre de véritables mesures pour devancer la future offensive.
L'armée perse fut dirigée par l'amiral Datis et le général Artapherne, fils du satrape de Lydie qui avait dû faire face à la révolte de l'Ionie et donc neveu de Darius. Le début de l'expédition fut un succès : elle traversa cette fois directement la mer Égée, droit sur l'Eubée et l'Attique, après avoir pris au passage le contrôle de Naxos et Délos (490). Grâce à l'aide de la marine phénicienne, la domination perse fut ainsi établie relativement aisément sur les Cyclades.
Hérodote ne laissa pas de données pour le nombre de soldats perses. D'autres auteurs anciens postérieurs avancèrent des chiffres totalement fantaisistes allant de 100 000 à 500 000 hommes. Les historiens contemporains considèrent qu'environ 25 000 hommes purent y participer, ce qui est déjà considérable pour l'époque. Au total, la flotte de Datis rassembla au moins 200 trières.

### La prise d'Érétrie
L'expédition perse atteignit la pointe méridionale de l'Eubée, ravaga Carystos, qui refusait d'ouvrir ses portes, puis atteignit Érétrie. 4 000 clérouques athéniens envoyés en renfort prirent la fuite et Erétrie se retrouva seule,. Après six jours d'un siège meurtrier, des traîtres ouvrirent les portes aux Perses. La ville fut pillée, ses temples incendiés, sa population fut capturée, enchaînée puis déportée en Basse-Mésopotamie, marquant ainsi la première étape de la vengeance du Grand Roi.

### La bataille de Marathon 490

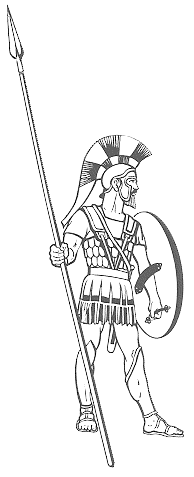
Hoplite grec.

L'armée perse est conseillée par Hippias, l'ancien tyran d'Athènes qui espère reprendre le pouvoir. Le débarquement a lieu le 12 septembre 490 av. J.-C. (date la plus communément admise) sur une plage d'environ quatre kilomètres de long qui borde la plaine de Marathon, dans le dème du même nom, à quarante kilomètres d'Athènes. Les Athéniens n'attendent pas l'ennemi derrière leurs remparts, mais, conduits par le stratège Miltiade, les hoplites athéniens et platéens, environ 10 000 hommes, se rendent à la rencontre des Perses. Ils sont accompagnés d'un nombre inconnu d'esclaves libérés peu avant et servant d'infanterie légère munie de frondes et de javelots. Le 17 septembre 490 (date la plus communément admise), les Perses décident d'attaquer Athènes par terre et par mer.
Les Athéniens doivent battre les Perses dans la plaine de Marathon, puis regagner leur cité pour la protéger d'une attaque par la mer. Miltiade connaît les points faibles de l'armée perse pour avoir combattu avec eux lors de l'offensive contre les Scythes. En effet cette armée est composée de soldats d'origines différentes, ne parlant pas les mêmes dialectes et n'ayant pas l'habitude de combattre ensemble. De plus, l'armement perse, avec des boucliers en osier et des piques courtes, ne permet pas les combats au corps à corps.
Au contraire, l'armement des Grecs est celui d'une infanterie lourde : les hoplites sont protégés par un casque, un bouclier, une cuirasse, des jambières et des brassards en airain (bronze). S'y ajoutent une épée, une lance longue et un bouclier fait de peau et de lames de métal. Enfin, les hoplites combattent en rangs serrés (phalange) leurs boucliers formant devant eux une véritable muraille.
Le choc est favorable aux Grecs : Hérodote prétend que 6 400 Perses furent tués, la plupart noyés en s'enfuyant, et qu'Athènes ne perd que 192 citoyens. Une fois le débarquement repoussé, les Grecs doivent rentrer précipitamment à Athènes pour empêcher que la flotte perse ne s'en prenne à la ville laissée sans défense. Les navires perses ont besoin d'une dizaine d'heures pour doubler le cap Sounion et atteindre Phalère. Par une marche forcée de sept ou huit heures, déjà fatigués par la bataille qu'ils viennent de mener, les hoplites grecs arrivent environ une heure avant la flotte ennemie. Constatant l'échec de la manœuvre, les Perses renoncent à débarquer et battent en retraite.

### La victoire athénienne
La victoire de Marathon devint symbolique pour les Grecs et confère un grand prestige à Athènes. Elle sert lors de la seconde guerre médique : désormais, les cités savent qu'elles peuvent battre les Perses sur le champ de bataille, et sans cette donnée morale, il est probable que la résistance à l'invasion de Xerxès dix ans plus tard aurait été bien moindre.
Pour les Athéniens, cette victoire représente une double réalité : tout d'abord un incontestable succès militaire qui permet de repousser le corps expéditionnaire perse, mais aussi une victoire qui met en valeur le rôle des soldats-citoyens que sont les hoplites dans la défense de la cité et de la démocratie,. Les diplomates athéniens utilisent par la suite Marathon pour justifier leur hégémonie sur le monde grec.
Du côté perse, Marathon est un échec mineur. La campagne menée par Datis et Artapherne a atteint ses objectifs : le contrôle de la mer Égée et l'installation de gouvernements amis dans presque toutes les cités insulaires. Darius se détourne du front grec, car une révolte a éclaté en Égypte, dirigée par le satrape Aryandès. Selon Hérodote, cela l'empêche de lancer une expédition contre la Grèce qu'il prévoyait de diriger lui-même, car il consacre les derniers mois de son règne à réprimer la rébellion et meurt en 486. À cette date, l'empire perse est à son apogée territorial. Son fils Xerxès Ier lui succède.

## Seconde guerre médique
En 485, un an après avoir succédé à son père, Xerxès décide de venger cette humiliante défaite. Il est encouragé par son beau-frère Mardonios, qui dirigeait déjà l'expédition de 492, ainsi que par les nombreux renégats grecs réfugiés à sa cour, comme le parti aristocratique athénien ou Démarate, roi spartiate déchu pour bâtardise.
Les préparatifs durent quatre ans, de 485 à 481. Xerxès met sur pied une gigantesque expédition qui fait souffler « un vent de terreur sur la Grèce. » Il décide de mener une invasion par terre et par mer.

### Les forces en présence

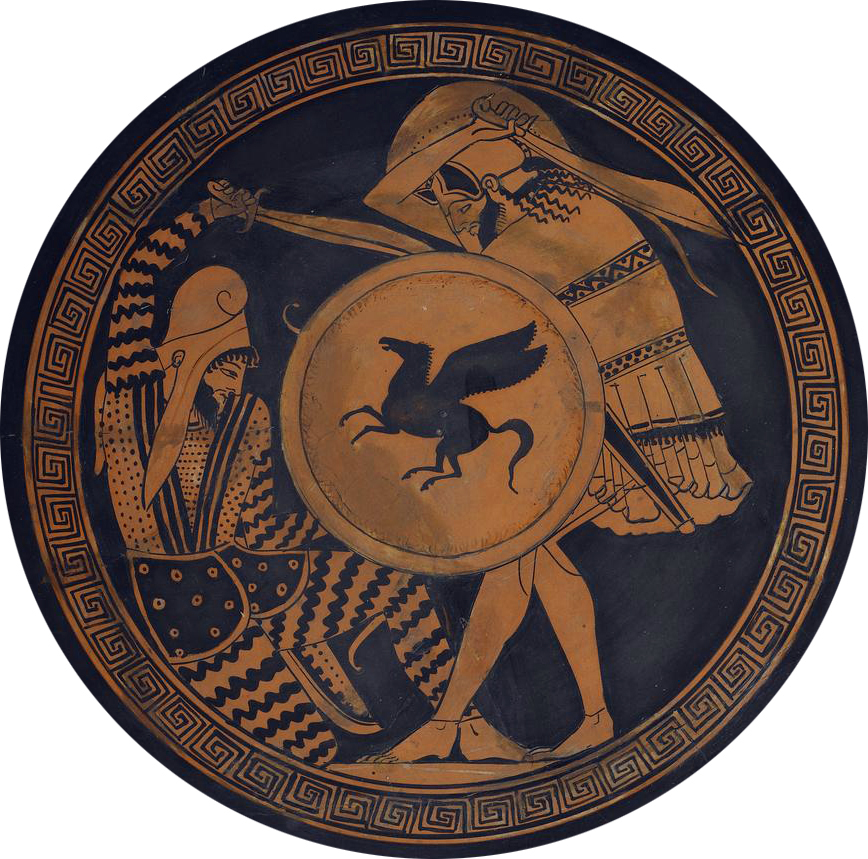
Corps à corps entre un guerrier perse et un hoplite.

L'empire perse, avec ses 7 500 000 km2 et une population qui atteignait peut-être vingt millions d'habitants, semble beaucoup plus puissant que les États grecs qui comptent à peine un million d'habitants (estimation approximative) sur un territoire de 103 000 km2. De plus, les cités grecques sont divisées : des centaines restent prudemment neutres ou, comme Thèbes, s'allient à l'ennemi (les « médisants »). Beaucoup changent de camp tout au long de la guerre.
Les effectifs sont sujets à controverse, car les chiffres des historiens de l'Antiquité apparaissent fantaisistes. On soupçonne les Grecs d'avoir surestimé le nombre de leurs ennemis pour valoriser leur combat et il n'existe pas de sources perses sur le sujet. Ainsi, Ctésias évoque 800 000 hommes et 1 000 trières. Pour sa part, Hérodote évalue les troupes à 1 700 000 fantassins, 80 000 cavaliers et 1 200 trières, en se basant sur l'inspection qu'aurait faite Xerxès à Dorisque, une grande plaine de la Thrace. Selon l'historien de la Perse Pierre Briant, toutes ces estimations manqueraient de fondement et l'« argument de vraisemblance » ne peut se transformer en donnée historique. Toutefois, il ne fait pas de doute que Xerxès, voulant prendre sa revanche après une défaite humiliante, avait mis sur pied une troupe extrêmement nombreuse, tant sur terre que sur mer.
Les historiens contemporains ont généralement revu ces chiffres à la baisse, ne serait-ce que pour des raisons logistiques et d'approvisionnement en eau impliquées par les chiffres d'Hérodote, mais leurs estimations varient assez fortement. Les effectifs des Perses sont estimés de 75 000 hommes (selon l'historien allemand Hans Delbrück) à 300 000 (pour Hanson), mais le consensus moderne estime plutôt qu'ils se situent entre 300 000 et 500 000 hommes,. À cela s'ajoutaient quelque 20 000 à 60 000 cavaliers divisés en six corps d'armée. La flotte compterait quant à elle environ 600 vaisseaux, fournis essentiellement par les Phéniciens, les Égyptiens et les Ioniens. Plus que les chiffres, ce qui importe pour les contemporains de l'évènement est l'impression d'une levée en masse gigantesque : « L'Asie s'est vidée de tous ses mâles » écrit Eschyle dans sa tragédie Les Perses.
Les Grecs coalisés auraient été de 7 000 à 35 000 hoplites (auquel il faut rajouter 40 000 hommes plus sommairement armés). En revanche, ils ne possèdent pas de cavalerie. Sur mer, ils ne disposeraient que d'environ 370 trières ou pentécontores. Si l'on admet que chaque navire a un équipage complet (environ 150 rameurs, une dizaine d'officiers, une dizaine d'hommes d'équipage et environ 15 soldats) cela représente environ 70 000–75 000 hommes. Les 200 trières athéniennes mobilisent à elles seules environ 40 000 hommes, dont 34 000 citoyens des couches populaires.

#### Armes et tactiques
Les historiens débattent encore de la valeur respective des armées perses et grecques. Certains considèrent que les Perses étaient beaucoup plus évolués et perfectionnés, avec une maîtrise supérieure de la cavalerie et de l'archerie, la poliorcétique, le génie militaire, l'espionnage, les opérations militaires sophistiquées encore inconnues des Grecs. À l'inverse, d'autres insistent sur la supériorité de l'armement hoplite, avec son bouclier, sa lance en fer et sa cuirasse de bronze, ainsi que sur la discipline de la phalange,. La culture guerrière exacerbée et exceptionnelle des Grecs, dans un état de guerre permanent à cause des perpétuelles luttes de voisinage entre cités, est aussi mise en avant pour expliquer leur résistance à l'invasion.
Bien que Xerxès possède une armée de métier permanente, ses soldats proviennent de toutes les satrapies d'un immense empire multiethnique, leurs armes varient donc énormément selon les régiments : lances, massues, haches, épées à double tranchant en cuivre, arcs, javelots, dagues, etc.. Les casques en cuir ou en métal sont courants, les armures et boucliers plus rares. Enfin, les mercenaires grecs et les cités médisantes leur apportent le savoir-faire militaire de l'ennemi.
Les campagnes militaires perses débutent au printemps. Sur les champs de bataille, leur tactique consiste souvent à placer les archers à pied devant l'infanterie légère et lourde, la cavalerie encadrant l'ensemble et le général en chef se trouvant à l'avant.
La cavalerie perse, à cheval et à chameau, pouvant aussi bien livrer des charges frontales que harceler l'ennemi avec arc et javelines, surclasse celle des Grecs. En revanche, l'infanterie perse est inférieure aux hoplites grecs. Enfin, si les Perses ne sont pas une nation maritime, ils peuvent compter sur les flottes phéniciennes et égyptiennes, au moins aussi performantes que celles des Grecs pour la navigation ou l'abordage.

#### Carthage ou l'alliance de revers
À partir de 484, Xerxès planifie l'invasion de la Grèce, ne laissant rien au hasard. La plus grande puissance militaire grecque se trouve en Sicile, entre les mains de Gélon, tyran de Syracuse, qui mène une politique annexionniste et agressive depuis sa prise de pouvoir. Il représente un allié potentiel de poids pour les Grecs, c'est pourquoi Xerxès encourage Carthage, grande rivale de Gélon en Sicile, à s'attaquer à lui. La combinaison des deux expéditions en 480, celle de Xerxès et celle des Carthaginois sur Agrigente et Syracuse, n'est pas une simple coïncidence et relève d'un plan habilement mis au point.

#### Le «médisme»
La plupart des cités grecques restent longtemps sans s'inquiéter du « péril perse », en particulier après la victoire athénienne de Marathon. Les Grecs renouent avec leurs querelles intestines dès que le péril est passé. Ainsi, Miltiade, après un échec devant Páros en 489 av. J.-C., est frappé d'une lourde amende par Athènes et meurt peu après. De 487 à 486, Athènes tente en vain de s'emparer de sa vieille rivale Égine, tandis que Sparte continue sa politique hégémonique dans le Péloponnèse, devenant ainsi la cité la plus puissante de la Grèce.
Les haines ancestrales entre certaines cités et les intérêts immédiats poussent nombre de Grecs vers Xerxès. Pour Hérodote, la majorité ne souhaite pas la guerre et même « montrait beaucoup d'inclination pour les Mèdes ». Les Perses s'allient ainsi avec certains peuples ou certaines cités en Grèce continentale même, sans compter les Ioniens redevenus vassaux de l'empire depuis l'écrasement de leur révolte 15 ans plus tôt. Ainsi, les Macédoniens et surtout la Béotie avec Thèbes se rangent du côté des envahisseurs, cédant ainsi à ce qu'on appelle le « médisme ». Le refuge naturel des opposants politiques spartiates et athéniens est à la cour de Suse. Hippias, ancien tyran d'Athènes, conseille Darius lors de la première guerre médique ; Démarate, roi spartiate déchu, guide Xerxès lors de la seconde,.
Enfin, Xerxès parvient à corrompre Delphes et son très influent oracle d'Apollon,. Épargné pendant toute la durée des hostilités, les divinations de sa pythie sont largement favorables aux Perses. Après la victoire grecque, Delphes se justifie en affirmant avoir été protégée par une intervention divine,.

#### Stratégie, mobilisation et logistique
Le plan de l'invasion a été conçu par Mardonios, fils d'une sœur de Darius Ier et donc cousin de Xerxès Ier. Ce plan consiste à reprendre le projet de 492, en passant par voie terrestre à travers la Thrace et la côte macédonienne. Pour cela, il est nécessaire selon Mardonios d'avoir un corps d'armée terrestre considérable, soutenu par une flotte amenant le ravitaillement et chargée d'éviter les contre-attaques de la flotte grecque sur les arrières de l'armée perse. Pour éviter les tempêtes du nord-est, fréquentes et brutales dans la région du mont Athos, et ne pas rééditer le désastre de 492, Xerxès ordonne le percement d'un canal afin de couper l'isthme de l'Aktè. Il est long de 2,4 km et assez large pour que deux trières y circulent de front. Des ponts sont construits sur le Strymon par des détachements d'éclaireurs perses.
Pour mener à bien l'invasion terrestre, Xerxès charge les Phéniciens et les Égyptiens de construire un double pont flottant sur l'Hellespont depuis Abydos jusqu’à un promontoire situé entre Sestos et Madytos, sur une distance de 1 400 m. Selon Hérodote, le premier pont ayant été brisé par une tempête, Xerxès en fait construire un second en assemblant 674 vaisseaux au moyen de câbles dont chaque demi-mètre pesait 26 kg. Puis on pose des planches que l'on couvre de terre tandis que de hautes barrières de bois, servant de parapet, sont installées pour que les animaux ne soient pas effrayés par la vue de mer.
Enfin, des villes sont sélectionnées pour devenir les principaux magasins centralisant l'approvisionnement nécessaire à une telle armée. Ce sont les cités de Doriskos, Eion et Therma situées respectivement aux débouchés des vallées fertiles de l'Hèbre, du Strymon et de l'Axios ainsi que Leukè Actè sur l'Hellespont et Tyrodiza.
Au printemps 480, la mobilisation des troupes perses s'opère comme prévu. La flotte se rassemble dans la rade de Phocée et dans celle de Cymé en Ionie tandis que les troupes terrestres hivernent à Sardes et à Cristalla en Cappadoce. À l'arrivée de Xerxès avec ses troupes d'élite, l'immense armée s'ébranle, rejoint Abydos puis franchit les ponts de bateaux le 10 mai. Ensuite l'armée se dirige vers Sestos, puis Dorikcos où le 16 juin s'opère la jonction avec la flotte.

### La réaction des Grecs

#### La mobilisation athénienne et la construction d’une flotte de guerre
Après la mort de Miltiade, les luttes politiques athéniennes opposent les démocrates menés par Thémistocle, parvenu au pouvoir juste après Marathon, et des aristocrates comme Xanthippe, le père du futur Périclès, et Aristide, plus modéré. Lors des débats, le bouleute Lykidas propose de collaborer avec les Perses. C’est la protestation énergique des Athéniennes qui fait repousser cette proposition. Xanthippe et Aristide sont tous les deux ostracisés par Thémistocle, archonte en 493 et stratège en 490. Ambitieux et sans scrupules, il est éloquent, courageux et tenace. Il considère que l'avenir d'Athènes passe par la création d'une grande flotte permanente et par la construction d'un nouveau port plus profond et mieux abrité au Pirée. Les arguments qu'il avance sont multiples : se protéger de la piraterie de sa voisine et rivale Égine, se prémunir d'une attaque perse comme celle de Marathon, pourvoir au ravitaillement face à la rapide croissance de la population, contrôler les routes commerciales. Enfin, une flotte représente du travail pour de nombreux citoyens pauvres ou modestes (rameurs, construction et entretien des navires).
La découverte des mines d'argent du Laurion au sud-est d'Athènes permet à Thémistocle de financer ce très coûteux projet. Il obtient que le produit de la ferme des mines, environ 50 à 100 talents par an, soit consacré à la construction de cette flotte. Les cent citoyens les plus riches reçoivent en plus chacun un prêt d'un talent pour construire et armer une trière. En 480, Athènes possède la plus puissante flotte de Grèce, 200 trières prêtes à prendre le large.

#### Une union panhellénique
Les préparatifs perses ne sont évidemment pas passés inaperçus. Athènes craint la vengeance des Perses et Sparte constate que sa grande rivale dans le Péloponnèse, Argos, est contactée par les envoyés de Xerxès. L'idée d'une union panhellénique s'impose et un congrès des différentes cités grecques est convoqué sur l'isthme de Corinthe à la fin de l'automne 481. Sparte, dont l'armée est considérée comme la plus puissante, préside le congrès. Pour une fois les intérêts immédiats de Sparte et d'Athènes se confondent. Une réconciliation générale intervient, comme entre Athènes et Égine. Cependant, par crainte ou par intérêt, de nombreuses cités restent neutres et seules 31 d'entre elles s'engagent par serment dans une alliance défensive, la ligue hellénique, et préparent des contingents de soldats. Le commandement des troupes est confié à deux Spartiates, le roi Léonidas Ier pour les fantassins et Eurybiade pour la flotte grecque.
Appelé à l'aide par les Grecs, Gélon, tyran de Syracuse exige le commandement des armées alliées grecques, ce qu'on lui refuse. Il est surtout trop occupé à lutter contre les Carthaginois, qui seront vaincus sur terre et sur mer à Himère.

#### La progression perse et la stratégie grecque
Durant l'hiver 481-480 les Grecs tergiversent sur le plan de campagne et ne peuvent s'opposer à l'avancée perse au printemps 480. La première ligne de défense au niveau de la vallée du Tempé (entre Thessalie et Macédoine) est abandonnée, ce qui jette les Thessaliens immédiatement dans les bras des Perses.
En août, tandis que les Perses envahissent la Piérie, Léonidas choisit une position défensive très forte au défilé des Thermopyles qui commande l'accès à la Béotie et à la Grèce centrale. Quant à Eurybiade, il s'installe au nord de l'Eubée en un lieu nommé l'Artémision afin d'empêcher les navires perses de contourner cette position. Les Perses, pour garder le contact avec leur flotte, doivent emprunter la seule route importante qui passe par les Thermopyles. Là, entre le golfe Maliaque et la montagne, l'étroite chaussée passe dans un défilé dont le passage le plus étroit est de quatre mètres de largeur et qui, de plus, est barré par les vestiges d'un mur construit en zigzag. Enfin, les marais sont nombreux et forment un obstacle supplémentaire. Entre les 4 000 hoplites environ dont dispose Léonidas et la flotte d'Eurybiade (avec Thémistocle à la tête du contingent des trières athéniennes, de loin le plus nombreux) les liaisons sont constantes.

### Les victoires perses

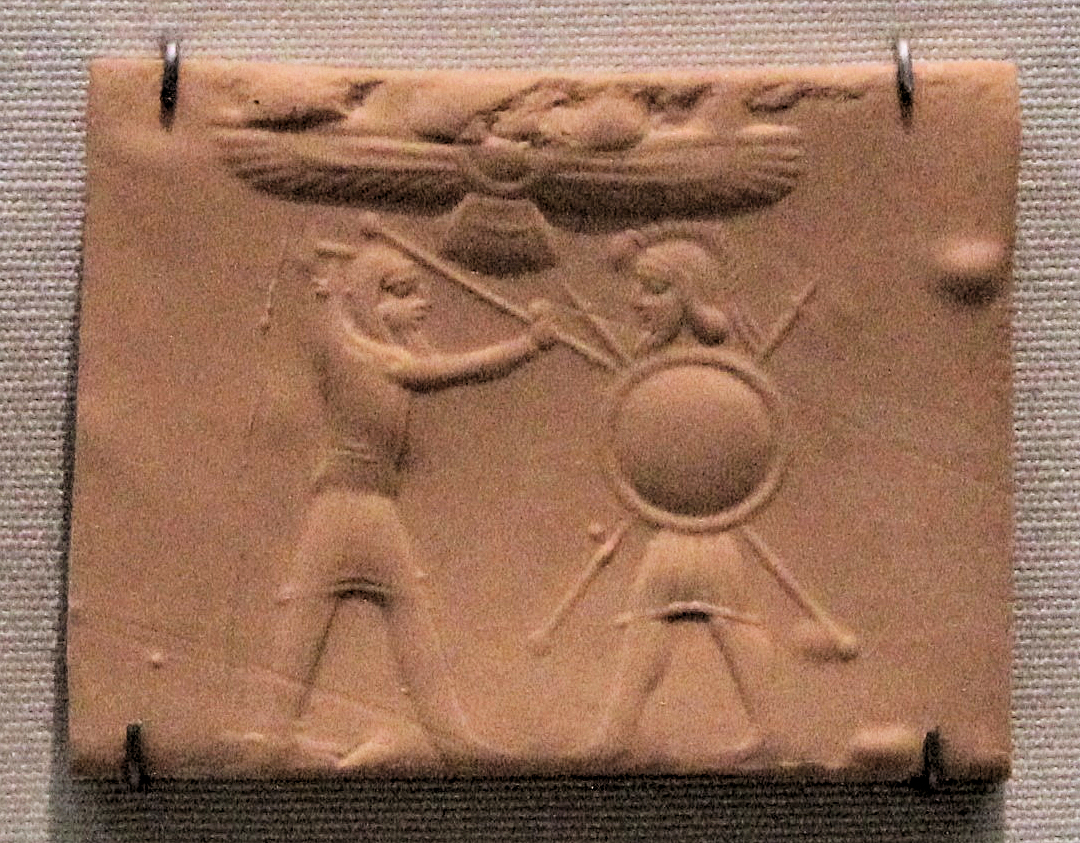
Soldat perse plantant une lance dans un hoplite grec. Empreinte d'un sceau-cylindre achéménide, British Museum.

#### Artémision

Principaux événements militaires de la seconde guerre médique.

Au sortir de la Thessalie, les troupes de Xerxès font mouvement vers le sud. Les fantassins quittent la cité de Therma et arrivent vers le 24 juillet dans la plaine trachinienne au bord du golfe maliaque. Sa flotte s'élance une dizaine de jours après afin que l'arrivée des troupes terrestres et navales soit conjointe.
Eurybiade, devant l'importance des forces ennemies, quitte l'Artémision et longe le canal d'Eubée pour occuper l'étranglement de Chalcis, laissant Léonidas à la merci d'un débarquement sur ses arrières. Cette manœuvre force les Perses à progresser plus au sud que prévu et à mouiller au cap Sépias, près d'une côte rocheuse et escarpée où ils ne peuvent hâler leurs navires sur la terre ferme et où la profondeur des eaux empêche de nombreux navires de s'amarrer solidement. Une violente tempête de trois jours détruit une partie des navires, plusieurs milliers d'hommes se noient. La principale conséquence est que Xerxès, bien qu'il garde la supériorité numérique, n'est plus en mesure de diviser ses forces navales de manière à convoyer l'armée tout en livrant combat à la flotte grecque.
À Chalcis, Eurybiade reprend confiance et remonte prendre sa garde à l'Artémision pour protéger les arrières de Léonidas. L'affrontement enchaîne escarmouches et batailles rangées avec éperonnages et abordages. Les deux flottes luttent trois jours et les pertes sont lourdes des deux côtés. Lorsque les Grecs apprennent la mort de Léonidas, ils prennent la fuite. La victoire perse est laborieuse mais incontestable.

#### Les Thermopyles 480
Dans un premier temps, sur terre, les alliés commandés par Léonidas tiennent fermement leur position et repoussent les Perses, leur infligeant de grandes pertes. Mais lorsqu'il s'aperçoit que les Perses sont sur le point de le contourner, il décide de se sacrifier avec quelques centaines d'hommes, pour laisser aux Grecs le temps d'organiser leur défense et à l'armée de se retirer en bon ordre. Les 300 Spartiates restés aux Thermopyles sont tous massacrés, y compris Léonidas. Cette bataille devint l'emblème de la résistance grecque et de l'esprit de sacrifice des Spartiates.

#### Le sac d’Athènes

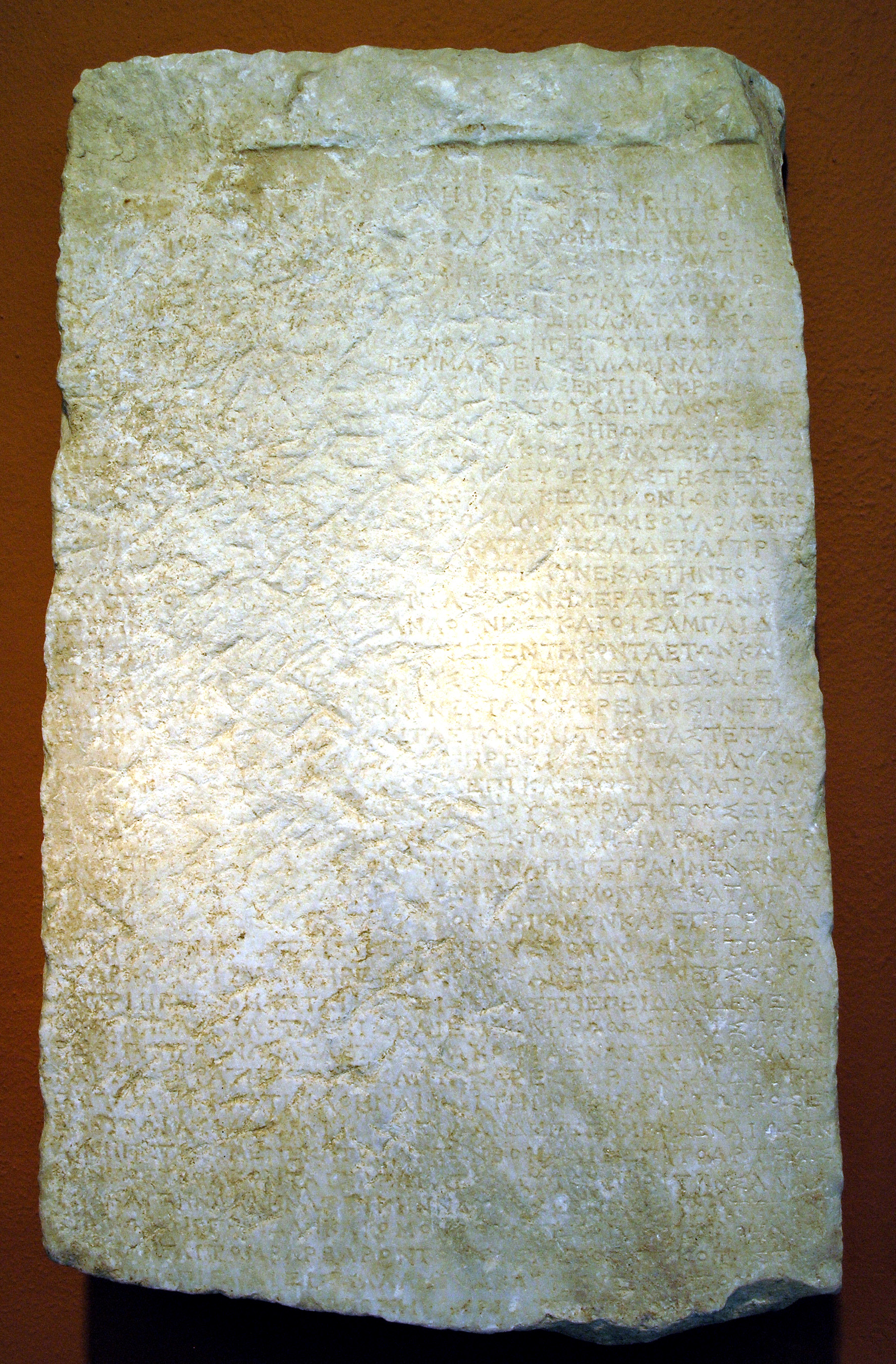
Copie du décret de Thémistocle ordonnant l'évacuation d'Athènes, musée épigraphique d'Athènes.

Xerxès reprend sa progression sur mer et sur terre. Il gagne la Béotie, est rejoint par les cités médisantes et rase Thespies et Platées. Il pénètre ensuite en Attique et s'avance vers Athènes.
Pour les Athéniens, la situation est difficile. À l'époque, la ville ne possède pas de remparts et il y a peu de points fortifiés en Attique susceptibles de retarder l'ennemi. Aussi sous l'impulsion de Thémistocle, la population est évacuée en particulier vers Égine, Trézène et Salamine tandis que les ostracisés sont rappelés, tel Aristide, avec l'annulation de tous les décrets d'exil portés pour des raisons politiques. Cimon, le fils de Miltiade, pourtant l'un des adversaires de Thémistocle, dépose son ex-voto sur l'Acropole pour bien signifier que le temps de l'« Union Sacrée » est venu et qu'il est temps de combattre non pas à cheval mais sur les vaisseaux. La cité est ainsi abandonnée à l'exception de quelques centaines d'irréductibles qui souhaitent défendre l'Acropole et ses sanctuaires.
Le 28 septembre 480 av. J.-C., les Perses investissent la ville, prennent d'assaut l'Acropole et la mettent à sac, massacrant tous ceux qui résistent encore. La victoire perse semble proche, Xerxès n'a mis que trois mois à atteindre Athènes depuis qu'il a passé les Dardanelles.

### Le tournant de la guerre: Salamine 480

Bataille de Salamine.

Après la mort de Léonidas, l'armée terrestre des cités grecques coalisées se retire vers le sud et la flotte quitte l'Artémision. La situation pour les Grecs est dramatique. La défaite des Thermopyles, la soumission de la Béotie et la prise d'Athènes sèment le découragement dans les esprits. Cléombrote Ier, le frère de Léonidas et roi des Spartiates, ne songe qu'à protéger le Péloponnèse par la construction d'un mur vers l'Isthme de Corinthe, étroite bande de terre facile à défendre. Dans la même logique, Eurybiade souhaite, maintenant que la flotte a assuré l'évacuation de l'Attique, retourner à proximité des forces terrestres afin d'entreprendre des actions combinées. Ce point de vue est partagé par les Corinthiens, deuxième flotte de la coalition. Logiquement, Sparte et Corinthe préfèrent défendre à tout prix le Péloponnèse afin d'épargner leur territoire.
Thémistocle a un autre plan qu'il impose à Eurybiade grâce au soutien d'Égine et de Mégare, il est vrai, directement menacées en cas de repli sur l'Isthme de Corinthe. Il s'agit de combattre dans la rade étroite de Salamine car il est persuadé, à juste titre, que les Perses ne pourront pas entreprendre de manœuvre d'encerclement et que leurs navires se gêneront mutuellement et seront autant de proies pour un abordage ou un éperonnage par les solides trières grecques. Enfin il est persuadé qu'en coupant l'armée perse de sa flotte elle fera demi-tour. Le choix de ce plan est orienté par la prêtresse d’Athéna.
Thémistocle, selon Plutarque et Hérodote, utilise la ruse et fait parvenir par son esclave Sicinnos un message à Xerxès l'informant du désir de fuite d'une partie des généraux grecs par la passe occidentale de la baie d'Éleusis encore libre. Cette manœuvre fonctionne pleinement et une partie de la flotte perse, les navires égyptiens, termine l'encerclement des Grecs en bloquant l'accès par Mégare tandis que l'îlot de Psyttalie est occupé par un détachement avec pour objectif de recueillir les équipages perses et achever les Grecs lorsque la bataille éclatera.

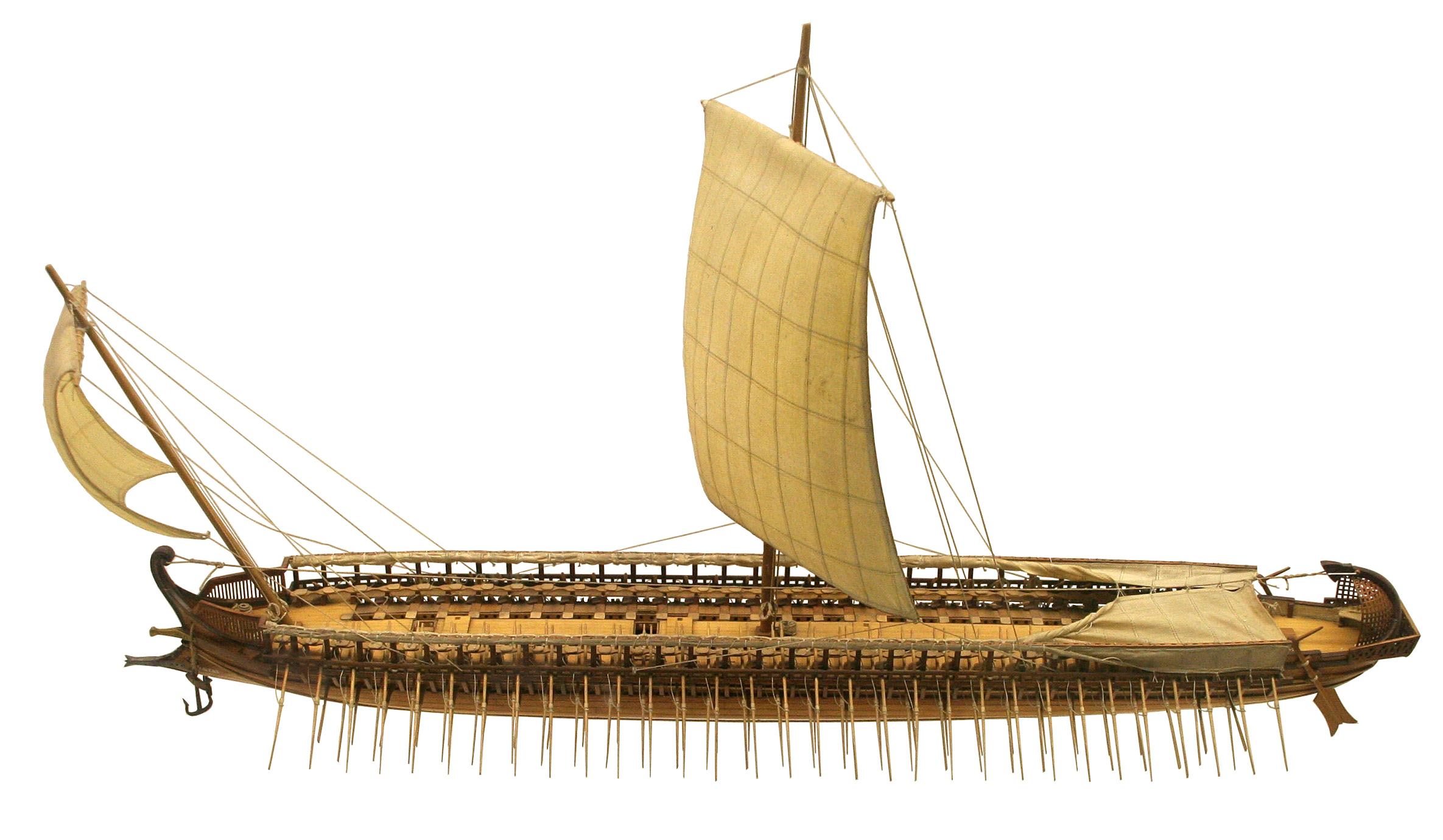
Maquette de trière du

De son côté, Xerxès doit absolument neutraliser les navires grecs s'il veut assurer son approvisionnement et pouvoir contourner par la mer l'inexpugnable Isthme de Corinthe. Sa flotte de guerre perse comprend les Phéniciens de Tyr, Sidon dirigés par les généraux perses Mégabaze et Préxaspe. Au centre le corps de bataille est dirigé par Achéménès, demi-frère de Xerxès, qui tient le rôle de Grand Amiral et dirige plus précisément les navires de Cilicie et de Lycie. Enfin à l'aile gauche se trouvent les flottes d'Ionie (donc grecques), du Pont et de Carie dirigées par un prince achéménide, Ariabignès et où combat Artémise Ire, reine d'Halicarnasse.
Le plan grec fonctionne comme prévu, le 29 septembre, la moitié de la flotte perse est anéantie, le reste prend la fuite. Contrairement à Artémision et malgré des pertes importantes, la victoire grecque est éclatante.

### Le départ de Xerxès
La situation après la défaite cuisante de Salamine n'est pas pour autant désespérée pour les Perses. Leur armée de terre est toujours aussi puissante. Malgré la perte d'une partie de leur flotte, les immenses ressources de l'empire peuvent permettre la construction de nombreux navires alors que pour les Grecs, la destruction des chantiers de l'Attique est une perte irréparable. Mais Salamine et la supériorité provisoire des Grecs en mer font craindre au Grand Roi une attaque sur l'Hellespont pour y détruire les ponts de bateaux. Si cela se produisait, il risquerait d'être coupé de tout ravitaillement et de toute communication avec son empire. Il courrait le danger de tout perdre,. Début octobre, laissant le commandement de son armée à Mardonios, son beau-frère, celui qui dirigeait déjà l'expédition de 492, Xerxès abandonne ses troupes pour retourner en Asie Mineure. Il passe l'Hellespont dans les derniers jours de l'année 480 sans difficulté car la Grèce du Nord est entièrement sous son contrôle. La Thessalie, la Macédoine et la Thrace sont toujours ses alliées et des garnisons perses stratégiquement placées surveillent toute la route. Le roi perse s'établit à Sardes d'où il garde le contact avec Mardonios.
Quant aux vainqueurs, ils sont surpris par l'inaction des Perses et ne semblent pas comprendre dans un premier temps l'ampleur de leur succès. Quand il apparaît que les Perses font retraite, Thémistocle dans l'euphorie de la victoire propose de couper la route de l'Asie à Xerxès en traversant l'Égée. Mais Aristide et Eurybiade objectent la prudence. De plus les Grecs ont perdu à Salamine plus de 40 navires et ne peuvent les remplacer aussi rapidement que leurs adversaires. Enfin, envoyer toute la flotte aussi loin de la Grèce alors que les réfugiés d'Athènes sont encore sur l'île de Salamine et que les côtes grecques sont non protégées est assez hasardeux. La saison enfin devient dangereuse pour la navigation. Pour Aristide une éventuelle défaite d'Athènes ferait le jeu de Sparte, d'autant que Sparte est en train de finir le mur qui barre l'isthme du Péloponnèse et donc ne ressent plus la menace perse avec la même acuité.

### La campagne de 479

#### Négociations
Mardonios, le nouveau généralissime perse, déclare après Salamine : « Les Chypriotes, les hommes de Phénicie, de Cnide et d'Égypte, seuls étaient vaincus, non les Perses qui n'ont pu combattre ». Cet état d'esprit est révélateur de la volonté des Perses de continuer le combat malgré le départ de Xerxès Ier. Cependant Mardonios estime impossible la poursuite des opérations à l'approche de la mauvaise saison et prend ses quartiers d'hiver en Thessalie.
Sur le conseil de ses alliés thébains, il en profite pour lancer d'intenses manœuvres diplomatiques visant à isoler Sparte. Il tente de convaincre ceux qui craignent l'hégémonie spartiate sur le Péloponnèse, les ennemis traditionnels des Lacédémoniens : Argos, Elis et Mantinée. Il passe un accord secret avec les Argiens pour qu'ils bloquent les renforts des alliés grecs vers l'Isthme. Il s'efforce également de détacher Athènes du reste de ses alliés en lui promettant l'hégémonie sur la Grèce et de financer la reconstruction de la ville détruite. Le roi de Macédoine, Alexandre, est chargé des négociations. Malgré la haine des Athéniens pour la Perse, Mardonios peut légitimement espérer un retournement d'alliance : ils sont fatigués de la guerre, désespérés par la perte de leurs maisons et leurs biens, exaspérés par leurs alliés qui laissent l'Attique à la merci des ennemis et se contentent de protéger le Péloponnèse, et inquiets du monopole spartiate sur le commandement militaire. Cependant, Alexandre se voit répondre que « tant que le soleil suivrait son chemin habituel » les Athéniens ne feraient pas alliance avec le souverain perse. Inquiets, les Spartiates envoient eux aussi une ambassade afin de contrer l'argumentation des Perses. Elle est reçue assez fraîchement par les Athéniens furieux que l'on puisse douter de leur détermination. Ils précisent que « le fait d'être Grec, de partager le même sang et la même langue, d'avoir des sanctuaires et des sacrifices communs ainsi que des mœurs semblables » leur interdit la trahison. Enfin, les prêtres athéniens lancent des malédictions sur tous ceux qui négocieraient avec les Perses ou abandonneraient l'alliance.

#### Reprise des hostilités
Au printemps, Mardonios envahit alors de nouveau l'Attique, qui est une fois de plus évacuée par ses habitants, réoccupe Athènes et s'installe en Béotie. Cette fois, peut-être par crainte d'une défection athénienne, les Spartiates sont décidés à réagir. Pausanias, régent de Sparte à seulement 20 ans et neveu de Léonidas Ier, partisan d'une action directe contre Mardonios, est nommé général en chef. Il parvient à réunir sous ses ordres la plus grande armée grecque de l'Antiquité : elle comprend des troupes de Sparte, sans doute 10 000 hoplites et 30 000 à 35 000 supplétifs, plus 8 000 Athéniens et quelques milliers d'hommes venant des autres cités de Grèce, telles Corinthe, Épidaure, Mégare, Platées, Trézène, Chalcis, Phlionte, Égine, etc. Les Grecs alignent au total environ 110 000 hommes dont 60 000 hoplites.
Les Grecs franchissent l'Isthme de Corinthe, arrivent près d'Éleusis afin de passer en Béotie. Mardonios choisit un emplacement, au sud de Thèbes près de Platées, qui doit favoriser sa cavalerie.

#### Platées 479 et la mort de Mardonios
Le 27 août 479 av. J.-C., au cours de la bataille de Platées, les troupes alliées provenant d'au moins 24 cités et dirigées par Sparte affrontent le gros des forces perses et grecques médisantes. Mardonios, qui combat en première ligne face aux Spartiates, meurt le crâne fracassé et aussitôt ses troupes se débandent. Tandis que 40 000 Perses, commandés par Artabaze, un rival de Mardonios, se replient sans combattre et quittent la Grèce, les fuyards sont massacrés. Au total près de 10 000 Perses et 1 000 Grecs médisants auraient trouvé la mort contre à peine 1 500 du côté des alliés, un énorme butin est pris dans le camp de Mardonios. Thèbes, alliée des Perses, est prise rapidement et ses chefs sont exécutés. Il n'y a désormais plus d'armée perse en Europe.

### La contre-attaque grecque: le cap Mycale et le siège de Sestos
La victoire grecque est parachevée par la victoire navale du cap Mycale, en Ionie (Asie mineure) à l'automne 479, où la flotte ennemie qui avait été tirée à terre près du mont Mycale est totalement incendiée. Dans le même temps, de nombreuses cités soumises aux Perses se révoltent.
Les alliés décident ensuite de s'attaquer au pont de bateaux construit par Xerxès sur le détroit des Dardanelles. Une fois sur place, ils se rendent compte que les Perses l'ont déjà retiré et se sont retranchés à Sestos sur la rive européenne du détroit, ville d'où Xerxès était parti à la conquête de la Grèce trois ans plus tôt. Les Spartiates et les autres Péloponnésiens rentrent alors chez eux car ils jugent la victoire définitive, tandis que les Athéniens restent pour assiéger la ville. Après un siège de plusieurs mois, Sestos est prise d'assaut, le commandant perse crucifié et les câbles du pont sont ramenés en triomphe à Athènes.

## Conséquences et persistance des guerres médiques
Pour les Anciens, comme Thucydide et Hérodote, la prise de Sestos marque la fin des guerres médiques. En réalité, les guerres entre Perses et Grecs, mais aussi les alliances et les échanges, se poursuivirent jusqu'à la conquête d'Alexandre le Grand en 330 av. J.-C. Cette conquête a été rendue possible par la naissance du panhellénisme durant les guerres médiques de 490 à 478 qui sont devenues dans l'imaginaire grec le symbole de la lutte victorieuse de la civilisation contre la barbarie.
Les cités grecques qui avaient pris le parti de Xerxès et succombé au médisme ne furent pas punies, à l'exception de Thèbes qui dut livrer et laisser exécuter deux de ses chefs les plus impliqués. Le souvenir de ces divisions resta longtemps un sujet de haine entre Grecs.
Les Athéniens sortirent renforcés de la guerre, et compensèrent la destruction de leur cité par le butin pris sur les Perses. Ils exploitèrent leurs victoires dans leur propagande, en élevant le combat entre Perses et Grecs en duel homérique. Surtout, leur flotte devint pour 75 ans, jusqu'au désastre d'Aigos Potamos, la grande puissance de la mer Égée et de la mer Noire.
En 477, grâce à cette propagande et à cette puissance, Athènes créa la ligue de Délos regroupant les cités qui voulaient lutter contre le danger perse, avec des institutions politiques et militaires communes sous son hégémonie. Dans un premier temps, l'alliance multiplia les offensives en soutenant la révolte de l'Égypte contre Artaxerxès Ier (révolte d'Inaros qui s'acheva par un désastre) ou en envahissant Chypre en 450. Cependant, Athènes utilisa aussi la ligue pour accroître son pouvoir en Grèce et elle finit par se heurter aux intérêts de Sparte, ce qui déboucha sur la guerre du Péloponnèse.
Les Perses, malgré l'échec indéniable de l'invasion, restèrent encore un empire puissant, objet de crainte et d'admiration par les Grecs qui continuaient à parler du « grand roi » (Μέγας Βασιλεύς / mégas basileús) pour désigner le souverain achéménide. Malgré la mort de Mardonios et la retraite de leurs troupes, il est même possible que les Achéménides aient considéré leur offensive comme une victoire : Xerxès a vaincu les Spartiates aux Thermopyles, abattu leur roi, rasé Athènes et réduit en esclavage ceux qui n'avaient pas fui, pillé les temples grecs et rapporté leurs trésors à Suse,.
En 449, la paix de Callias fut conclue avec la ligue de Délos. Pendant plus d'un siècle, par la diplomatie, l'or et l'accueil des exilés politiques, ils intervinrent avec succès dans les affaires grecques. Le style de vie et la culture perses furent largement imités par les Grecs dès les années qui suivirent les guerres médiques, amorce d'une culture commune vouée à une brillante postérité.

## L'échec improbable: hypothèses d'explications
Après la conquête des cités grecques d'Asie par Cyrus, l'écrasement de leur révolte sous Darius suivi de la soumission de la mer Égée et de la moitié de la Grèce continentale lors de la première guerre médique, la soumission de nombreuses cités à Xerxès et même l'engagement de leurs forces dans son armée au début de la seconde guerre, il est difficile d'expliquer l'échec de l'invasion en 479. Même si les Perses avaient un certain nombre de raisons d'estimer avoir emporté une victoire, la faillite de leur annexion, leur repli et les raids grecs victorieux sur la côte asiatique constituent un indiscutable retournement de situation à la mort de Darius. Les historiens anciens et contemporains se sont beaucoup interrogés pour savoir comment une trentaine de petites cités ont pu vaincre un immense empire pourvu d'alliés sur place.
Hérodote avance une raison à la fin de son œuvre : la terre rude et hostile des Grecs aurait produit un peuple d'hommes libres et belliqueux, bien meilleurs guerriers que les « esclaves » « mous et efféminés » d'un empire trop prospère. Simpliste et partiale, cette idée est cependant en partie reprise par les historiens militaires contemporains ; Hanson prétend ainsi qu'en « deux siècles, aucune phalange grecque ne put être vaincue par les troupes perses », oubliant les victoires perses à Éphèse, aux Thermopyles et beaucoup d'autres au Ve et IVe siècles av. J.-C.. La supériorité militaire de la révolution hoplitique mise au point par les cités grecques est régulièrement avancée par les auteurs contemporains.
Pour Thucydide, c'est l'unité des Grecs qui leur permet de vaincre les barbares. C'est la même idée que développe un siècle plus tard Isocrate en appelant les Grecs au panhellénisme, seul moyen d'anéantir les Perses. Au XXe siècle, l'historien américain Peter Green a beaucoup insisté sur ce paramètre dans son ouvrage Les Guerres médiques.
Pierre Briant, historien moderne de la Perse, souligne les erreurs tactiques commises par Xerxès et Mardonios, en particulier la mauvaise utilisation de leur cavalerie. Plus déterminante encore selon lui fut la révolte de Babylone en août 479 qui força les Perses à combattre sur deux fronts, celui de Babylone étant privilégié car au centre de leur territoire. Cette révolte serait responsable de la défaite de Xerxès tout comme la révolte égyptienne empêcha son père Darius de poursuivre ses conquêtes lors de la première guerre médique. Le manque de stabilité de l'immense empire achéménide serait donc son plus grand point faible.

## La mémoire des guerres médiques

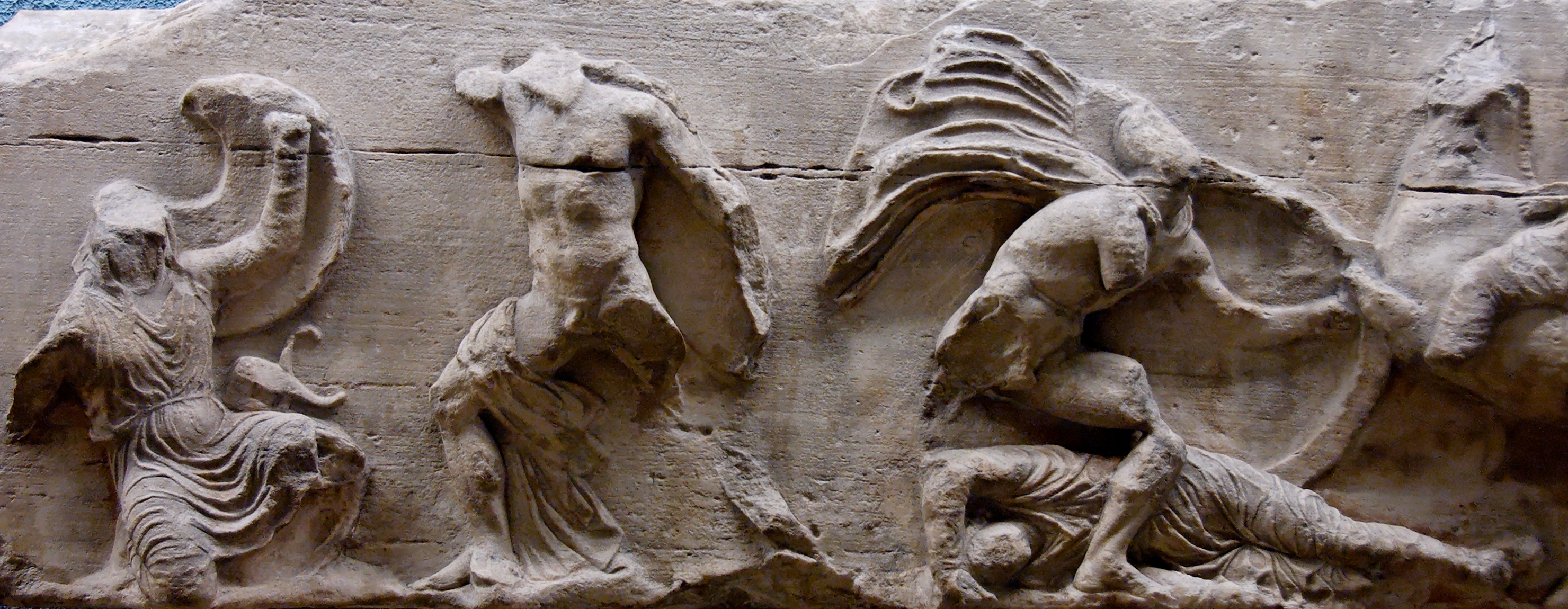
Fragment d'un relief de la frise sud du temple d'Athéna Niké d'Athènes représentant un combat entre Athéniens et Perses, vers 430-425, British Museum.

Les guerres médiques deviennent rapidement un sujet littéraire à Athènes, en premier lieu chez des auteurs tragiques. Les deux premières pièces de théâtre à traiter de ce sujet sont dues à Phrynichos, et elles ont été perdues : Le Sac de Milet relatant cet événement de la Révolte d'Ionie et fut interdite pour avoir trop ému le public, et Les Phéniciennes qui se déroule pendant une victoire navale, Salamine ou le Cap Mycale, qui avait Thémistocle pour chorège. Mais la grande œuvre traitant des guerres médiques est Les Perses d'Eschyle, qui avait lui-même combattu durant ces conflits, et dont le chœur était financé par Périclès. Les guerres contre les Perses sont donc rapidement devenues des thèmes dignes d'être traités au même titre que les récits héroïques qui étaient jusqu'alors les seuls sujets exploités par les auteurs de théâtre grecs. Mais cela fut de courte durée, car les pièces écrites par la suite ne prirent pour toile de fond que des récits mythiques, même si elles avaient un message politique actualisé. Il n'en reste pas moins que les écrits d'Eschyle, comme ceux d'Hérodote qui rédige ses Histoires peu après, permettent de préserver la mémoire de ces conflits et de leur conférer une dimension épique.
De la même manière, des représentations artistiques des guerres médiques sont réalisées, alors que d'ordinaire les artistes grecs privilégient les conflits mythologiques. Dès la première moitié du Ve siècle de nombreuses poteries attiques montrent des oppositions entre guerriers grecs et perses, et le relief côté sud du temple d'Athéna Niké de l'Acropole (construit au plus tard dans les années 430-425) figure un combat entre Grecs et Perses.
Par la suite, les guerres médiques restent importantes dans la mémoire et l'identité d'Athènes. Les politiciens et lettrés de la cité reconstruisirent progressivement les grandes victoires des guerres médiques, avant tout celle de Marathon qui fut perçue comme une véritable bataille légendaire. Dans les luttes politiques du IVe siècle, elle est une référence incontournable. Elle est invoquée par les opposants de la démocratie en tant que symbole de la plus grande valeur d'un régime modéré face à la démocratie plus ouverte, que représenterait la victoire des rameurs de Salamine, qui est vue comme la source de l'impérialisme qui aurait mené Athènes à la défaite lors de la Guerre du Péloponnèse. Démosthène l'utilise pour justifier la résistance à Philippe II de Macédoine, tandis que ses opposants s'en servent pour justifier le panhellénisme et une expédition contre les Perses.
De fait les entreprises de Philippe II de Macédoine puis Alexandre le Grand contre la Perse sont à plusieurs reprises présentées comme une revanche des guerres médiques. Par la suite le topos est repris par d'autres souverains et auteurs antiques : les Attalides de Pergame mettent en parallèle leur triomphe face aux Galates avec ceux des guerres médiques ; Auguste et ses successeurs assimilent leurs rivaux Parthes aux Perses ; la mémoire des guerres médiques est ainsi préservée dans la culture grecque d'époque romaine, notamment chez les orateurs de la seconde sophistique qui y font souvent référence.
À l'époque contemporaine, en devenant un topos littéraire intégré par la culture européenne, les conflits des guerres médiques servent encore de référence : en Grèce au moment de la guerre d'indépendance où les Turcs sont assimilés aux Perses, dans le reste de l'Europe où à plusieurs reprises des pays attaqués se voient comme les Grecs devant résister à la barbarie et la tyrannie d'un ennemi qui prend les traits des Perses. Par exemple, les Français de la période de la Révolution française face à la Première Coalition, ou les Espagnols faisant face à Napoléon Ier, ou encore à nouveau les Français au moment de leur rivalité puis de leur lutte contre l'Allemagne durant la Première Guerre mondiale.
Le topos de la victoire des Grecs défendant leur liberté et leur identité face à la menace de Perses despotiques mis en avant par les auteurs antiques a également exercé une influence chez les historiens spécialisés dans l'histoire de la Grèce antique qui l'ont souvent repris tel quel, ce qui a été facilité par l'absence de source perse antique sur le conflit. Les études récentes ont cependant relativisé cette approche en mettant en avant le manque d'unité du monde grec face aux Perses. Le progrès des connaissances sur l'empire perse a donné une image plus pondérée de sa domination, qui va à rebours de la vision traditionnelle d'une emprise de nature despotique et cruelle. En tout état de cause elle n'impliquait pas une domination culturelle qui menace l'identité grecque.
Dans le domaine des représentations mentales, le récit de Hérodote sur les guerres médiques occupe une place de poids dans l'image de l'« Orient » et des « Orientaux » en Occident. On a ainsi pu proposer de tracer une continuité entre celui-ci et les discours des médias occidentaux sur l'Orient lors de la première guerre du Golfe.

## Dans la culture

### Comics
- 300, mini-série de Frank Miller, sorti en en 1998.

### Littérature
- Dans la nouvelle de science-fiction En une juste cause du recueil L'amour, vous connaissez ?, l'écrivain Isaac Asimov décrit un conflit entre des humains désunis ayant colonisé différentes planètes, opposés à un empire extraterrestre unifié et bien plus puissant. Ce conflit est comparé aux Guerres médiques, notamment en ce qui concerne les causes de la victoire des humains, assimilés aux Grecs de l'Antiquité.

### Films
- La Bataille de Marathon (La Battaglia di Maratona), de Jacques Tourneur, sorti en 1959.
- La Bataille des Thermopyles (The 300 Spartans), de Rudolph Maté, sorti en 1962.
- 300 de Zack Snyder, sorti en 2006. Adapté du comics éponyme.
- 300 : La Naissance d'un empire (300: Rise of an Empire), de Noam Murro, sorti en 2014. Préquelle et suite du précédent.